# Cardinal Richelieu
 Cardinal Richelieu és una pel·lícula històrica estatunidenca de Rowland V. Lee estrenada el 1935.

## Argument
La pel·lícula evoca els esdeveniments de la Jornada dels Ingenus el 1630 i va ser la primera versió sonora de la novel·la de Dumas. Amb un dinàmic guió de Dudley Nichols, la trama segueix fidelment la novel·la original, destacant les baralles a espasa i l'aparició de Margot Grahame com a Milady De Winter.
El jove i valerós D'Artagnan arriba a París i busca el seu padrí, el capità de Treville, cap del cos dels mosqueters del rei Luis XIII (1610-1643), on hi vol ingressar. Allà coneix Aramis, Porthos i Athos, tres prodigiosos espadatxins, que, no obstant això, D'Artagnan no dubta a reptar a un duel. Però, per guanyar-se el respecte dels mosqueters, el jove haurà d'enfrontar-se als malvats sicaris del cardenal Richelieu, enemic mortal de la Corona. Defensant la causa de la reina Anna d'Àustria, esposa de Lluís XIII, s'enamora de Constance, la bella dama de companyia de la Reina.

## Repartiment
- George Arliss: Cardenal Richelieu
- Maureen O'Sullivan: Lenore
- Edward Arnold: Lluís XIII de França
- Cesar Romero: Andre de Pons
- Douglass Dumbrille: Baradas
- Francis Lister: Gastó de França
- Halliwell Hobbes: Pare Joseph
- Violeta Kemble Cooper: Maria de Mèdici
- Katharine Alexander: Anna d'Espanya
- Robert Harrigan: Fontailles
- Joseph Tozer: De Bussy
- Lumsden Hare: Gustau II Adolf
- Russell Hicks: Le Moyne
- Keith Hitchcock: Duc D'Epernon
- Murray Kinnell: Duc de Lorena
- Herbert Bunston: Duc de Normandia
- Guy Bellis: George Villiers (1r duc de Buckingham)
- Boyd Irwin: Primer ministre austríac
- Leonard Mudie: Olivares
- William Worthington: El camarlenc del Rei
- John Carradine: Agitador
- Lionel Belmore: Agitador